# Naissance en 1224
Naissance
- 1220
- 1221
- 1222
- 1223
- 1224
- 1225
- 1226
- 1227
- 1228

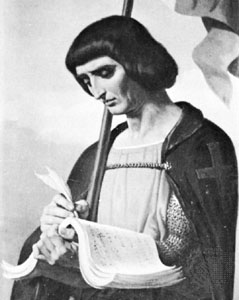
Jean de Joinville, né en 1224.

Cette page dresse une liste de personnalités nées au cours de l'année 1224 :
- 20 mars : Sophie de Thuringe, duc de Brabant et de Lothier.

- Alain II d'Avaugour, seigneur de Dinan.
- Guillaume III de Dampierre, comte de Flandre.
- Hōjō Tsunetoki, quatrième shikken du shogunat de Kamakura.
- Kanezawa Sanetoki, fondateur du Kanazawa Bunko (bibliothèque Kanazawa).
- Mathilde de Brabant, noble des Pays-Bas.
- Mathilde de Briouze, ou baronne Mortimer, héritière de la noblesse anglaise.
- Princesse Teruko, impératrice du Japon.
- Robert de Courtenay, évêque d'Orléans.

date incertaine (vers 1224)
- Enzio, roi de Sardaigne, écrivain et poète.
- Jean de Joinville, noble champenois et biographe de Louis IX de France (dit Saint Louis).
- Michel VIII Paléologue, empereur byzantin.

## Crédit d'auteurs
- Cet article est partiellement ou en totalité issu de l'article intitulé « 1224 » (voir la liste des auteurs).